# أريد حبا وحنانا
أريد حبا وحنانا هو فيلم مصري اجتماعي بوليسي من إنتاج سنة 1978. الفيلم من إخراج نجدي حافظ ومن كتابة ضحى نجدي.

## القصة
بعد ارتباط منى بالمهندس حسين، تتردد في قرار زواجها اثر عودة حبها الأول سمير من الخارج، ولكن يتضح أن سمير عميلا لإسرائيل فتقرر منى مساعدة العدالة في القبض على شبكة التجسس التي يقودها سمير

## طاقم التمثيل
| - ميرفت أمين: منى سبعاوي - فريد شوقي: فريد - عادل ادهم: سمير تاجر سيارات - نبيل نور الدين: حسين أخو فريد - مريم فخر الدين: فاطمه زوجة فريد | - وداد حمدي: سامية زوجة سبعاوي - حسين الشربيني: جلال - عبد الله فرغلي: سبعاوي - أديب الطرابلسي: العميل الاسرائيلي - سيد إبراهيم: العريس أبو باروكه | - يسريه الجواهرجي: ناديه - نورا فريد: الراقصه - إيمان: الطفله امل - أبو السعود عطية - فتحي صقر |

## وصلات خارجية
- أريد حبا وحنانا على موقع قاعدة بيانات الأفلام العربية